# Titán-tetrahidrid
A titán-tetrahidrid szervetlen vegyület, képlete TiH4. Még nem állították elő nagy mennyiségben, így a tulajdonságai ismeretlenek. Azonban szilárd gáz mátrixban izoláltak molekuláris titán-tetrahidridet. Ez színtelen gáz, és hőbomlás felé instabil. Így nem jól leírt a vegyület, de számos jellemzőjét már kiszámították.

## Szintézis és stabilitás
A titán-tetrahidridet TiCl4 és hidrogén keverékének fotolízisével állították először elő 1963-ban, ezt azonnali tömegspektrometriai elemzés követte. A gyors elemzés azért kellett, mert a titán-tetrahidrid instabil. Számítások szerint a kötési energia (a Ti + 4 H állapothoz képest) 132 kcal/mol. Mivel a hidrogén kötési energiája 104 kcal/mol, a TiH4 instabilitásának oka termodinamikai lehet, melyben az titánná és hidrogénné bomlik:
{\displaystyle {\ce {TiH4 -> Ti + 2 H2}}} (76 kcal/mol)
A TiH4 más instabil molekuláris titán-hidridekhez (TiH, TiH2, TiH3 és polimer molekulák) hasonlóan alacsony hőmérsékleten izolálva lettek titán hidrogén jelenlétében történő lézeres ablációjával.

## Szerkezet
Feltételezések szerint a szilárd titán-tetrahidridben a molekulák kovalens kötésekkel összekötött polimereket alkotnak. Számítások szerint a TiH4 dimerizációra hajlamos. Ennek oka nagyrészt a monomer elektronhiánya és a hidridligandumok kis mérete, mely lehetővé teszi a dimerizáció alacsony aktivációs energiáját, mivel a ligandumok közti taszítás csak kevéssé növekszik.
A dimer feltehetően fluxiós molekula, mely számos forma közt váltakozik, melyek mindegyikében vannak hídhidrogének. Ez egy három központú kételektronos kötés.
A monomer titán-tetrahidrid a legegyszerűbb sd3 hibridizációjú átmenetifém-vegyület.

## Fordítás
Ez a szócikk részben vagy egészben  a   Titanium(IV) hydride című angol Wikipédia-szócikk ezen változatának fordításán alapul.  Az eredeti cikk szerkesztőit annak laptörténete sorolja fel. Ez a jelzés csupán a megfogalmazás eredetét és a szerzői jogokat jelzi, nem szolgál a cikkben szereplő információk forrásmegjelöléseként.